# Dolenje Jesenice
Dolenje Jesenice este o localitate din comuna Šentrupert, Slovenia, cu o populație de 61 de locuitori.